# مستثمر

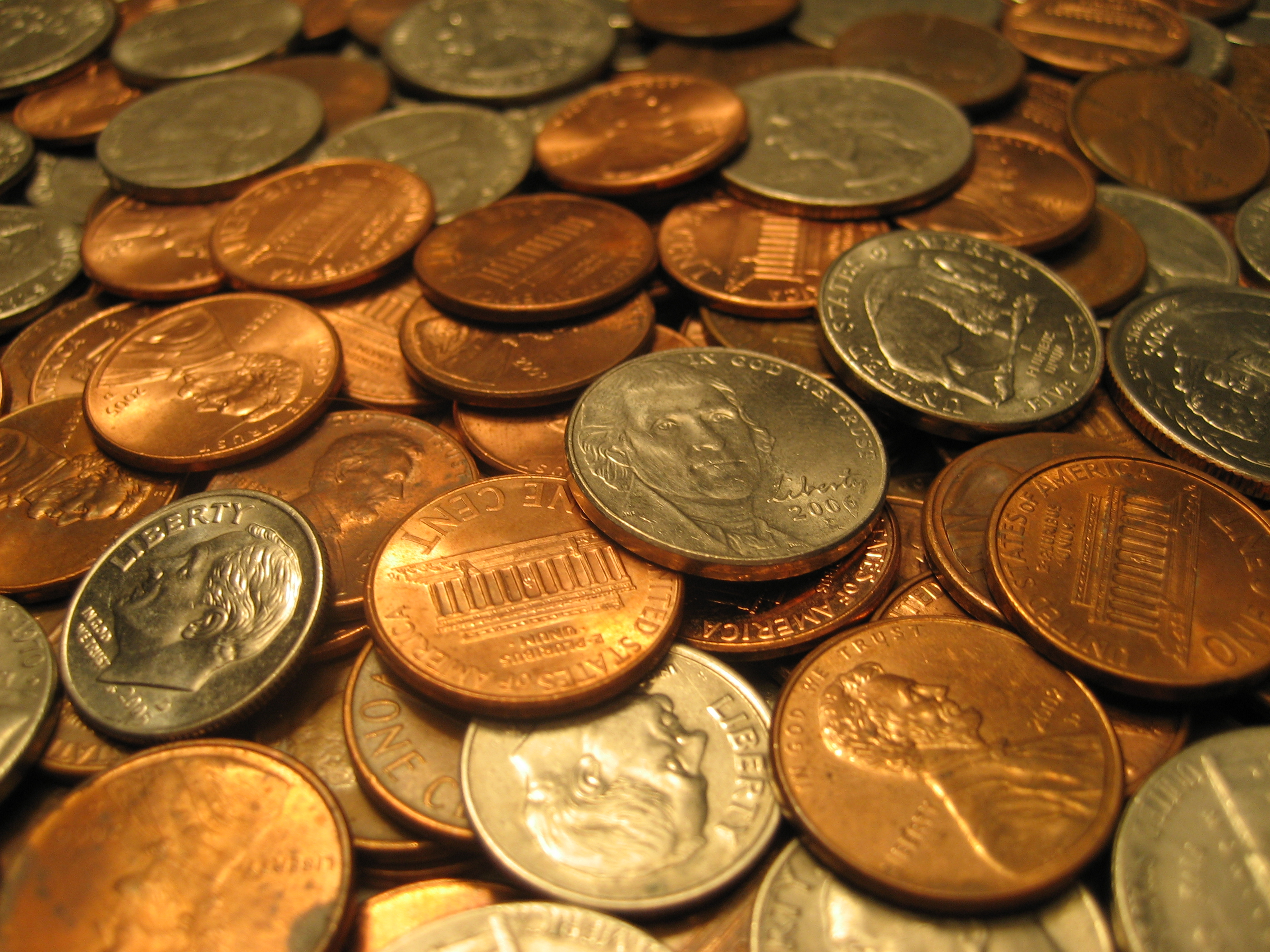

المستثمر شخص خصص رأس المال متوقعًا عائدًا ماليًا مستقبليًا. تتضمن أنواع الاستثمارات: الأسهم وسندات الدين والعقارات والعملات والمواد الأولية والعملة الرمزية والمشتقات مثل خيارات الشراء والبيع في البورصة والعقود المستقبلية والآجلة إلخ. لا يميز هذا التعريف بين مستثمري الأسواق الأولية والثانوية، ما يعني أن مُقدِّم الأعمال صاحب رأس المال وكذلك مَن يشتري الأسهم كلاهما من المستثمرين، أما المستثمر الذي يملك أسهمًا فهو مساهم.

## الصفة الأساسية
افتراض المخاطرة تحسبًا للربح مع إدراك أن احتمال الخسارة هو أكثر من النصف. يشير مصطلح «التخمين» إلى إمكانية تحليل وقياس مخاطر الأعمال أو الاستثمار، وتمييزه عن مصطلح «الاستثمار» هو إحدى درجات الخطورة فهو يختلف عن المقامرة التي تعتمد نتائجًا عشوائية.
قد يشمل مصطلح المستثمرين متداولي الأسهم ولكن بمزايا خاصة: المستثمرون هم أصحاب شركة تلتزم مسؤوليات.

## أنواع المستثمرين
هناك نوعان من المستثمرين: مستثمرو التجزئة ومستثمرو المؤسسة:

### مستثمرو التجزئة
- المقامرون في ألعاب الحظ
- المستثمرون الأفراد (بما في ذلك صناديق الأفراد والشركات الأم المُشكَّلة من تجمع صندوقَي استثمار أو أكثر)
- جامعو الأعمال الفنية والتحف وغيرها من الأشياء القيّمة
- مستثمرو الملاك (أفرادًا وجماعات)
- مساهمة بالجهد والملك

### مستثمر المؤسسة
- صناديق رأس المال الاستثماري وصناديق الأسهم الخاصة التي تعمل كمجموعات استثمارية لمصلحة الأفراد أو الشركات أو خطط التقاعد أو احتياطيات التأمين أو الصناديق الأخرى.
- الشركات التي تقوم باستثمارات مباشرة أو عبر صندوق حكر
- شركات الاستثمار بما فيها صناديق الاستثمار العقاري
- صناديق الاستثمار وصناديق التحوط والصناديق الأخرى التي قد يتم أو لا يتم تداول ملكيتها بشكل عام (تجمع هذه الأموال عادة الأموال المجمعة من مشتركيها المالكين للاستثمار في الأوراق المالية)
- صناديق الثروة السيادية

يمكن تصنيف المستثمرين أيضًا وفقًا لأنماطهم، وبهذا الصدد، فمن السمات المميزة لعلم نفس المستثمر هو موقف المخاطرة.

## حماية المستثمر
يحدد مصطلح «حماية المستثمر» مجموعة الجهود والأنشطة المراقِبة والحامية والمطبقة لحقوق ومطالب شخص يشغل دور مستثمر، وهي تشمل النصيحة والإجراءات القانونية. يستند افتراض ضرورة الحماية إلى أن المستثمرين الماليين عادة ما يكونون أدنى تنظيميًا من مقدمي الخدمات المالية والمنتجات بسبب نقص المعرفة المهنية أو المعلومات أو الخبرة. تميل البلدان التي تتمتع بحماية أقوى للمستثمرين إلى النمو بوتيرة أسرع من البلدان التي تتمتع بحماية ضعيفة للمستثمرين. تشمل حماية المستثمر تقارير مالية دقيقة من قبل الشركات العامة، وبذلك يتمكن المستثمرون من اتخاذ قرار مستنير. تشمل حماية المستثمر أيضًا نزاهة السوق، ما يعني أن جميع المشاركين في السوق يمكنهم الوصول إلى نفس المعلومات.

### عبر الحكومة
تشمل حماية المستثمر عبر الحكومة قوانين وإجراءات من الوكالات الحكومية للتأكد من نزاهة السوق وإلغاء الأنشطة الاحتيالية. من الأمثلة على وكالة حكومية توفر حماية للمستثمرين، هيئة الأوراق المالية والبورصات الأمريكية التي تعمل على حماية المستثمرين المناسبين في أمريكا.

### كأفراد
إن حماية المستثمر عبر الأفراد هي الاستراتيجية التي يستخدمها الفرد لتقليل خسارته. يمكن للمستثمرين الأفراد حماية أنفسهم من خلال شراء أسهم الشركات التي يفهمونها فقط أو الاقتصار على تلك التي تبقى بعيدة عن تقلبات السوق.
يمكن حماية المستثمر الفردي من خلال الاستراتيجية التي يستخدمها في الاستثمار. تتضمن الاستراتيجية سعرًا مناسبًا للأسهم أو الأصول في الوقت المناسب الذي يدخل فيه. من الصعب تحديد «السعر المناسب» تمامًا أو وقته المناسب لأنه لا أحد يقوم بالشراء أو البيع في أفضل حالاته على الإطلاق. ومع ذلك، فقد يُتَّخَذ قرار حينما يكون سعر الأسهم أو الأصول تلك «مقوَّمة بأقل من قيمتها» مقارنةً بمكنونها. وهذا ما يسمى هامش الأمان، إذ يمكن للمستثمر أن يشعر بالراحة حينما ينخفض سعر الأسهم بشكل منذِر.

## بنية ضريبة الاستثمار
بينما يمكن للبنية الضريبية أن تتغير، فمن المقبول عمومًا أن أرباح رأس المال طويلة الأمد ستحافظ على مكانتها بتقديم ميزة للمستثمرين. وهذا يتعارض مع الرأي القائل إنه يجب الأخذ بالاعتبار العوائد بعد حسم الضريبة خاصة عند التقاعد بناء على أن حصة الأسهم الأقل عمومًا من أي عوائد يجب زيادتها إلى أقصى حد. في ظل الظروف الحالية، فإن عائدات رأس المال طويلة الأمد تقدم إحدى أفضل الفرص في البنية الضريبية في الولايات المتحدة.
أصبح من الأسهل على المستثمرين تحقيق مكاسب مالية طويلة الأجل من خلال توظيف صندوق المؤشرات المتداولة، وهي عملية استثمار في صناديق مُوسَّعة مرتبطة بمؤشرات، دون الحاجة لمؤشرات مطلوبة. على الرغم من أن بعض صناديق المؤشرات المتداولة الأجنبية قد توفر للمستثمرين فرصة للمغامرة في أسواق يتعذر الوصول إليها سابقًا وتوظيف استراتيجيات مختلفة، فإن الطبيعة غير المتوقعة لهذه الحصص تؤدي غالبًا إلى صفقات قصيرة الأمد ومعادلات ضريبية مفاجئة وقضايا نتائج الأداء العامة.
تُدفع عائدات الشركة من الأرباح بعد حسم الضرائب مسبقًا، لذلك يُمنح بعض المساهمين مهلة مع فرض ضريبة تفضيلية بنسبة 15% على «العائدات المستحقة» في حالة إقامة الشركة في الولايات المتحدة، وكبديل في بلد آخر لديه معاهدة ازدواج ضريبي مع الولايات المتحدة الأمريكية تقبلها مصلحة الضرائب؛ فإن العائدات غير المستحقة التي تدفعها الشركات أو الكيانات الأجنبية الأخرى تُسعَّر ضريبيًا بالنسبة المعتادة والأعلى عادة من ضرائب الدخل، فمثلًا يخضع الأشخاص الذين يتلقون إيرادات مستمدة من الفوائد على السندات التي يحتفظ بها صندوق مشترك للضريبة بنسبة الضريبة المعتادة والأعلى عادة. حينما طُبِّق عام 2013، كان على مقياس متدرِّج يصل إلى 39.6% مع ضريبة إضافية بنسبة 3.8% لدافعي الضرائب ذوي الدخل المرتفع (200000 دولار للعازبين و250000 دولار للأزواج).

## الانضباط
تمنع خطة الاستثمار المنضبطة والمنظمة الاستثمار العاطفي الذي قد يرجع للتسرع بالشراء. يمكن توظيف هذا العامل لمواجهة ميل السوق الذي غالبًا ما يعكس الحالة العاطفية لكل السكان. يمكن مقارنة النشاط قصير الأمد في أسعار الأسهم أو الأسواق الأوسع نطاقًا بالتصرفات الاندفاعية. يظهر هذا في مصطلح «الاندفاع» الذي يمكن أن يحفز المستثمرين على القفز إلى الاستثمار، على عكس «السوق الهابطة» التي قد تؤثر في «عمليات البيع للتصفية». هذه الأنماط من سيناريوهات السوق هي التي يمكنها أن تجعل المستثمرين يتخلون عن استراتيجياتهم الاستثمارية. إن انضباط المستثمر هو القدرة على الحفاظ على إستراتيجية الاستثمار حتى في الظروف الأكثر إغراءً أو قساوة في السوق.